# Standseilbahn Hotel Montana
| Streckenlänge: | 0.08515 km          |                             |                             |
| Spurweite: | 1000 mm (Meterspur) |                             |                             |
| |                     |                             |                             |
| Hotel Montana–Talstation Seilbahn |                     |                             |                             |
| \| \| 0.000 \| Hotel Montana \| Hotel Montana \| \| \| 0.009 \| \| \| \| \| 0.017 \| Hotelfachschule Empfang \| Hotelfachschule Empfang \| \| \| 0.026 \| Hotelfachschule Geschoss C \| Hotelfachschule Geschoss C \| \| \| 0.034 \| Hotelfachschule Anlieferung \| Hotelfachschule Anlieferung \| \| \| 0.043 \| Hotelfachschule Geschoss A \| Hotelfachschule Geschoss A \| \| \| \| \| \| \| \| 0.085 \| Talstation Seilbahn \| Talstation Seilbahn \| |                     |                             |                             |
| Kopfbahnhof Streckenanfang | 0.000               | Hotel Montana               | Hotel Montana               |
| Blockstelle | 0.009               |                             |                             |
| Haltepunkt / Haltestelle | 0.017               | Hotelfachschule Empfang     | Hotelfachschule Empfang     |
| Haltepunkt / Haltestelle | 0.026               | Hotelfachschule Geschoss C  | Hotelfachschule Geschoss C  |
| Haltepunkt / Haltestelle | 0.034               | Hotelfachschule Anlieferung | Hotelfachschule Anlieferung |
| Haltepunkt / Haltestelle | 0.043               | Hotelfachschule Geschoss A  | Hotelfachschule Geschoss A  |
| Strecke |                     |                             |                             |
| Kopfbahnhof Streckenende | 0.085               | Talstation Seilbahn         | Talstation Seilbahn         |

Die Standseilbahn Hotel Montana ist ein Schrägaufzug in Luzern mit 85 Metern Streckenlänge. Sie verbindet die Haldenstrasse mit dem 4-Sterne Art-Deco-Hotel Montana. Im oberen Bereich hat sie mehrere Haltestellen bei den einzelnen Stockwerken der SHL Schweizerischen Hotelfachschule Luzern.

## Geschichte

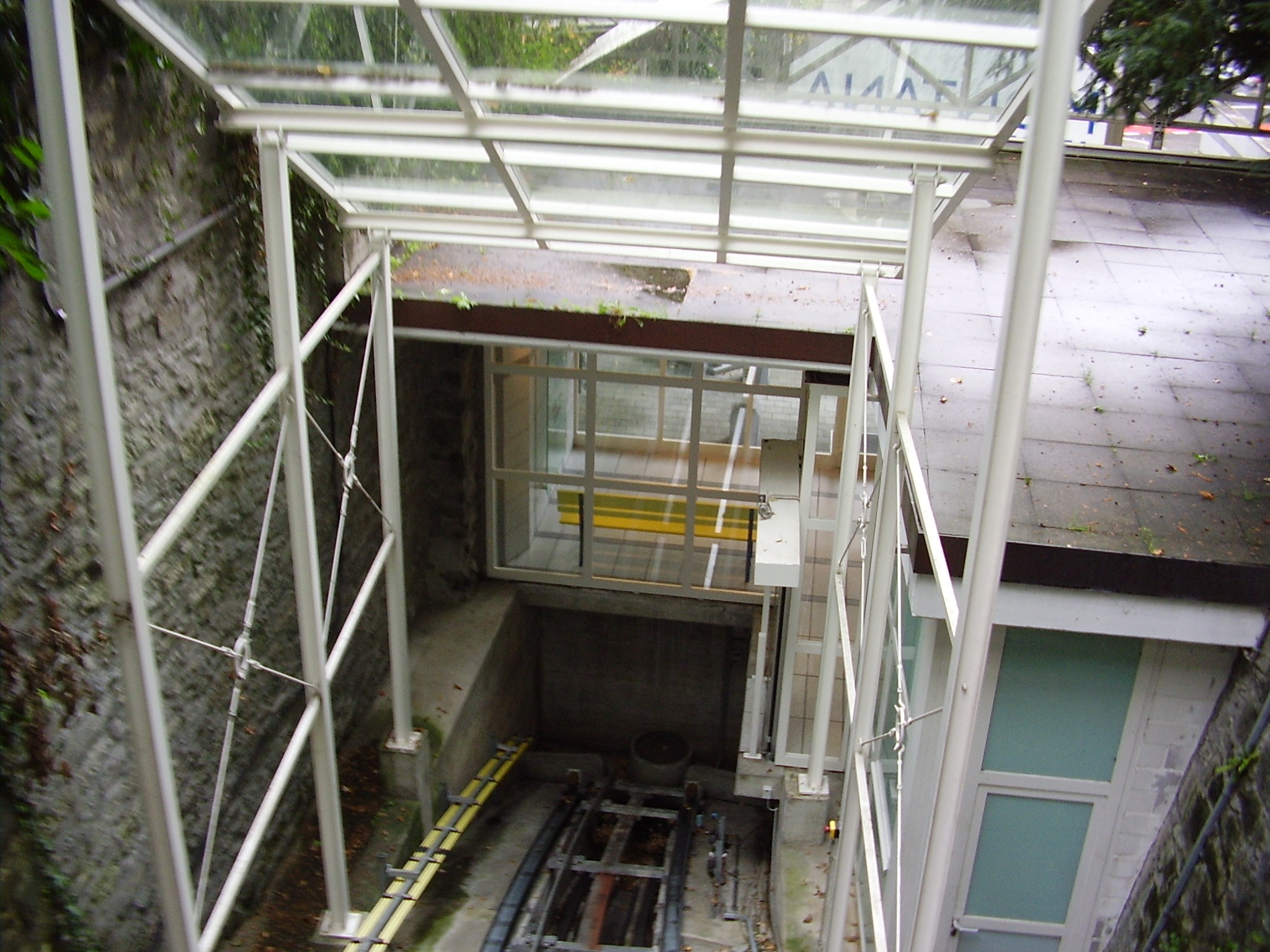
Talstation von innen

Die ursprüngliche Standseilbahn wurde zwischen 1912 und 1914 errichtet, zu der Zeit wurde auch das Hotel Montana eröffnet. Zum Einsatz kam von Beginn weg nur ein Wagen und ein Ausgleichsgewicht von 2390 Kilogramm auf einem eigenen Gleis. Im Jahr 1987 wurde die Standseilbahn stillgelegt und bis 1988 als Schräglift komplett erneuert. Die veralteten Zugangsstationen (Tal- und Bergstation) sind durch moderne Neubauten ersetzt und die fünf Zwischenstationen erstellt worden.

## Technische Daten
| Takt                 | 2 min                                     |
| Betriebsarten        | Automat/Liftbetrieb                       |
| Spurweite            | 1000 mm                                   |
| Länge                | 85 m                                      |
| Höhendifferenz       | 38,35 m                                   |
| Mittlere Steigung    | 50,5 %                                    |
| Baujahr              | 1987 (Ersatz der Bahn aus dem Jahre 1909) |
| Fahrzeit             | 60 s                                      |
| Gegengewicht         | 2390 kg                                   |
| Kabinenkapazität     | 15 Personen                               |
| Ersteller            | Garaventa AG, CH-6410 Goldau              |
| Lage der Talstation  | ⊙ Haldenstrasse / Gesegnetmattstrasse     |
| Lage der Bergstation | ⊙ Adligenswilerstrasse                    |

## Kurioses
Die Standseilbahn gilt als die unbekannteste der Schweiz.